# Hornouherský hlavní kapitanát

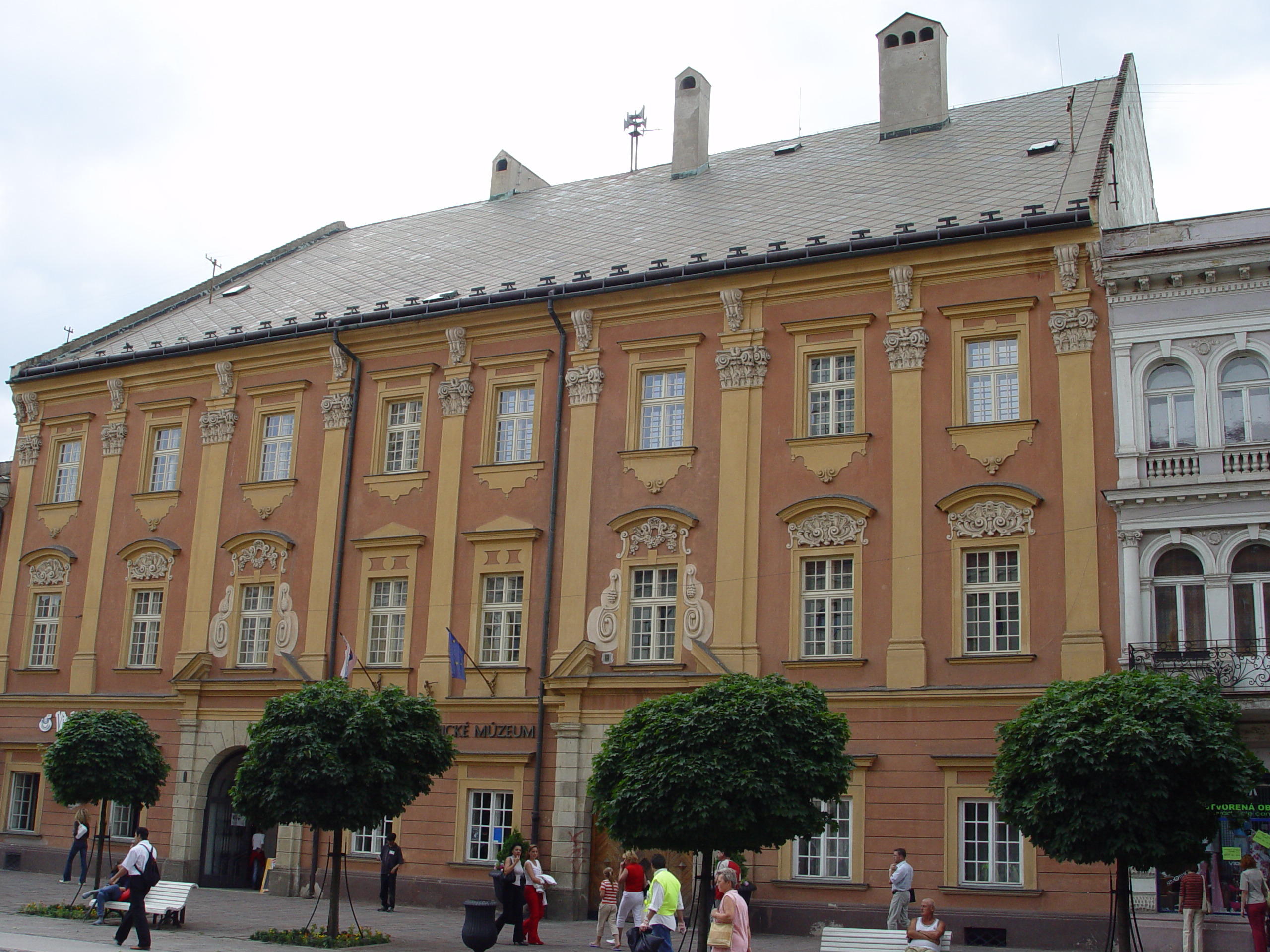
Palác hornouherského hlavního kapitanátu v Košicích, dnes sídlo Slovenského technického muzea

Hornouherský hlavní kapitanát (jiné názvy Košický hlavní kapitanát, Horní Uhersko, 1554 – 1557 Předtiský hlavní kapitanát, 1553 – 1557 Hlavní kapitanát hornouherských měst, od 1559 zpočátku Košice a Horní Uhersko; viz také níže Cizojazyčné názvy) byl od 1553/1554/1559 do roku 1699 hlavní kapitanát se sídlem v Košicích odpovědný za celé území Královského Uherska od Tater (Spiše) na východ, tedy za východní Slovensko a přilehlé části dnešního Maďarska, Ukrajiny a Rumunska.
Přesněji sem spadalo 13 stolic (Gemersko-Malohontská, Hevešská, Boršodsko, Spišská, Šarišská, Turňanská, Abovská, Zemplínská, Užská, Sabolčská, Satumarská, Berežská, Ugočská), pravda, pokud nebyly právě dobyty Sedmihradskem, resp. Osmanskou říší.

## Cizojazyčné názvy
- V němčině Grenzoberhauptmannschaft Ober (h)ungarn, Oberungarn / Oberhungarn, Grenzgeneralat Ober (h)ungarn
- V latině supremus capitaneatus partium regni Hungariae superiorum, partes superiores regni Hungariae
- V moderní maďarštině: felső-magyarországi főkapitányság, Kassai főkapitányság, Felső-Magyarország

## Charakteristika
Byla to organizační vojenská jednotka protiturecké obrany. Hlavní kapitán, který stál v jeho čele, byl (na rozdíl od některých jiných hlavních kapitanátů) od konce 16. stol. odpovědný nejen za pohraniční pevnosti na daném území, ale i za všechny vojenské záležitosti ostatního území stolic; Horní Uhersko tedy mělo postavení nejen tzv. hranice zde pohraničního území (něm. Grenze), ale i postavení obvodu (něm. Kreis). 
Hlavní kapitán se nazýval zpočátku oficiálně hornouherský polní / generální hlavní kapitán nebo hornouherských obvodní kapitán (německy Feldobrist / Generalobrist in Oberungarn, latinsky supremus capitaneus partium regni Hungariae superiorum, maďarsky felföldi fõkapitány / kassai generális), po roce 1570 často i latinsky prorex, maďarsky királykép (ve slovenské odborné literatuře překládáno jako místokrál).
Jelikož kapitanát hraničil se Sedmihradskem, stáli v jeho čele často velitelé žoldnéřských vojsk (Němci, Italové nebo Holanďané aj.), protože hornouherským magnátům Dvorská vojenská rada příliš nedůvěřovala. I v posádkách kapitanátu byla nasazena převaha zahraničních žoldáků.

## Vývoj
Vznikl vyčleněním z kompetence předdunajského hlavního kapitanátu. 
Předchůdci vlastního hornouherského hlavního kapitanátu byly:
- funkce hornouherského hlavního kapitána v letech 1527 – 1550, kterou zastával Gašpar Sereď (Sereďský), no Horním Uherskem se tehdy možná myslelo částečně jiné území
- funkce "Předtiského" (tj. de facto hornouherského) zemského hlavního kapitána v letech 1554 – 1557
- funkce košického kapitána (capitaneus Cassoviensis) v letech 1552 – 1559, jejíž nositelé měli většinou (tj. v letech 1553 – 1557) zároveň funkci hlavního kapitána hornouherských měst

Od roku 1559 již existovala jen funkce hornouherského / košického hlavního kapitána. 
V roce 1565 na lepší obranu proti Sedmihradsku byl v rámci hornouherského hlavního kapitanátu v jeho nejvýchodnější části vytvořen Hlavní kapitanát Satmár a Zátisí se speciálním postavením. 
V roce 1567 na lepší financování hornouherských pohraničních pevností byla vytvořena Spišská komora.
Hornouherský hlavní kapitanát zanikl v roce 1699 po vyhnání Turků ze středních částí Uherska.